# Peter Kamais Lotagor
Peter Kamais Lotagor (* 7. November 1976) ist ein kenianischer Langstreckenläufer.

## Leben
Der Spezialist für Straßen- und Crossläufe gewann 2006 und 2007 die Cursa Bombers, wobei er 2006 mit 27:29 min die damals schnellste Zeit auf spanischem Boden lief. 2009 wurde er Siebter beim Berliner Halbmarathon und siegte beim Paderborner Osterlauf, bei den Tilburg Ten Miles sowie beim Küstenmarathon jeweils über 10 km.
2010 wurde er Fünfter bei den World’s Best 10K, gewann den New-York-City-Halbmarathon, wurde zweiter beim Healthy Kidney 10K, siegte beim Bredase Singelloop und wurde Zwölfter beim New-York-City-Marathon.
2011 wurde er Fünfter beim New-York-City-Halbmarathon, Elfter beim Boston-Marathon, Vierter beim Philadelphia-Halbmarathon und Fünfter beim Peking-Marathon. Zu Beginn der Saison 2012 stellte er beim Xiamen-Marathon mit 2:07:37 h einen Streckenrekord auf.

## Persönliche Bestzeiten
- 3000 m: 7:44,06 min, 8. Juni 2004, Saragossa
- 5000 m: 13:19,19 min, 10. Juni 2006, Avilés
- 10.000 m: 27:11,09 min, 31. Mai 2008, Neerpelt
- 10-km-Straßenlauf: 27:09 min, 6. September 2009, Tilburg
- 15-km-Straßenlauf: 43:55 min, 8. Juli 2007, Utica
- Halbmarathon: 59:53 min, 21. März 2010, New York City
- Marathon: 2:07:37 h, 7. Januar 2012, Xiamen